# Castrum Warbole

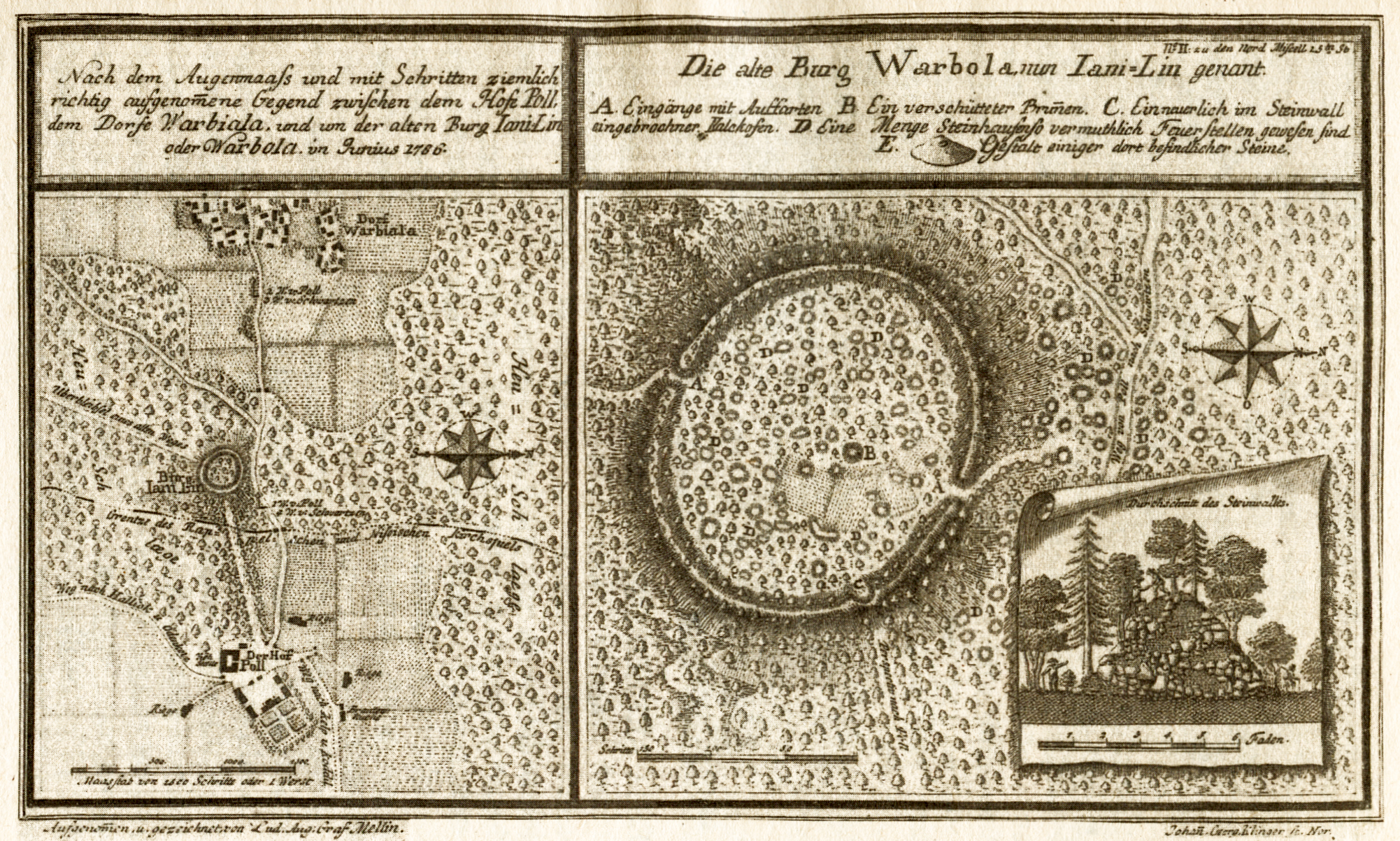
Plattegrond uit 1786 van Ludwig August von Mellin

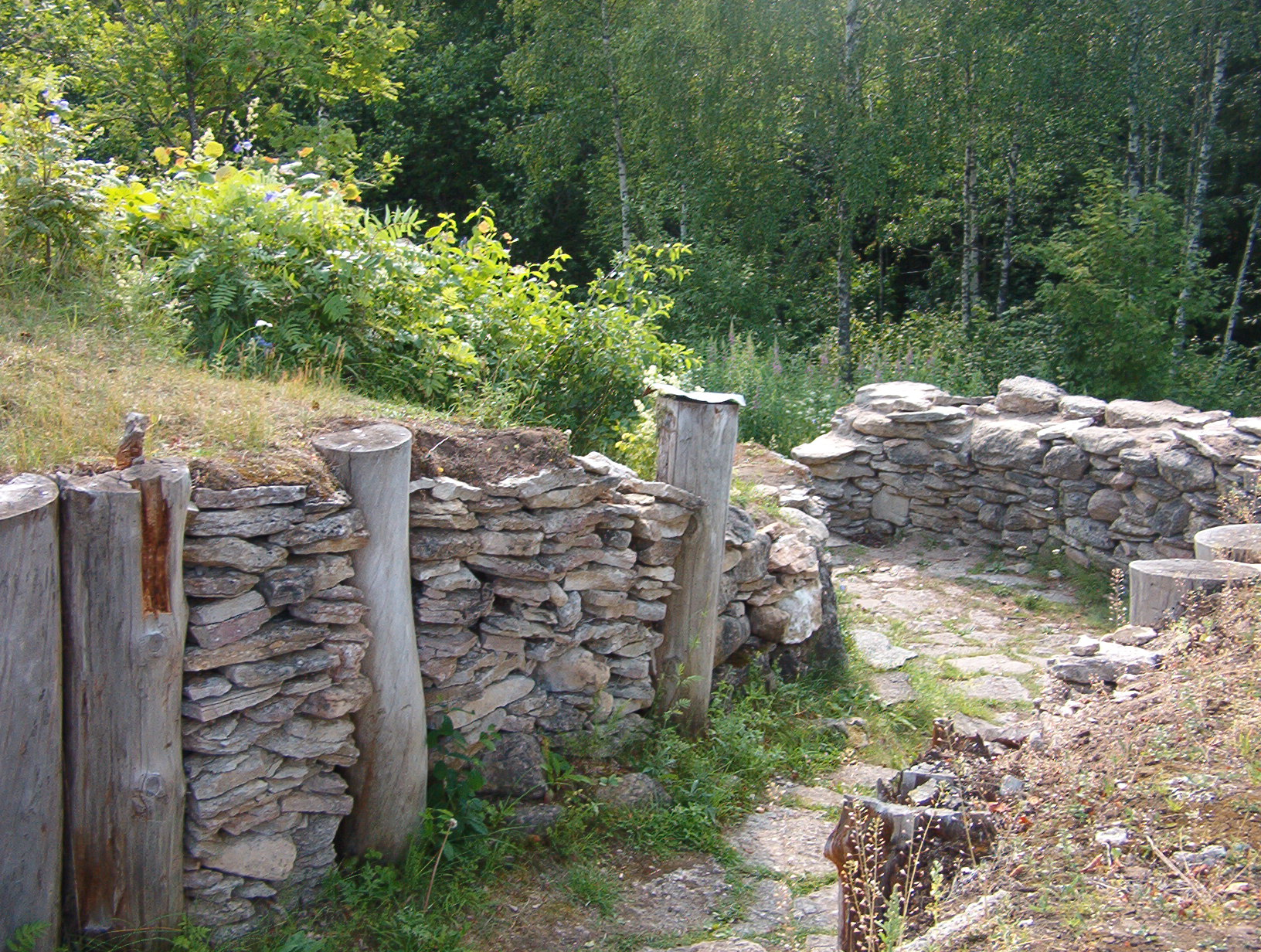
Restanten van de walburcht

De Castrum Warbole, was de grootste ronde walburcht en handelscentrum in Estland, gelegen in de historische provincie Harria gedurende de 10e tot 12e eeuw. De vesting had een indrukwekkende 580 meter lange en 8 tot 10 meter hoge kalkstenen muur, waarvan delen nog steeds overeind staan. Strategisch geplaatste lange poorten met meerdere ingangen werden gebouwd voor de verdediging, met hogere verdedigingstorens in bepaalde secties.
In 1211 werd de Castrum Warbole belegerd door Mstislav Mstislavitsj van Novgorod, zoals vermeld in de Kroniek van Hendrik van Lijfland. Het conflict werd opgelost met een betaling van zevenhonderd Marks. Tijdens de Noordelijke kruistochten werden ze geconfronteerd met de Orde van de Zwaardbroeders, die voor vrede de acceptatie van het christendom en gijzelaars eisten, een voorstel dat werd aanvaard.
Na de Noordelijke kruistochten kwam het in beheer van de koning van Denemarken, zoals vastgelegd in het Grondboek van Waldemar. In de 14e eeuw verloor de vesting haar belang, met name na haar rol in de anti-Christelijke en anti-Duitse Opstand van de Sint-Jorisnacht van 1343.
In de 16e en 17e eeuw werd de vesting gebruikt als begraafplaats, en in latere jaren werden archeologische opgravingen uitgevoerd. Een fortplan uit 1786, getekend door Ludwig August von Mellin, biedt inzicht in de structuur. Archeologische vondsten, waaronder dobbelstenen van bot, zijn op de locatie ontdekt.